# Census Taker
The Census Taker to ścieżka dźwiękowa do filmu pod tym samym tytułem autorstwa awangardowej grupy The Residents, wydana w 1985 roku. Płyta zawiera kilka nowych utworów grupy oraz ich starsze kompozycje nagrane na nowo.

## Lista utworów
1. "Creeping Dread"
2. "The Census Taker"
3. "Talk"
4. "End of Home"
5. "Emotional Music"
6. "Secret Seed"
7. "Easter Woman/Simple Song"
8. "Hellno"
9. "Where Is She"
10. "Innocence Decayed"
11. "Romanian/Nice Old Man"
12. "Margaret Freeman"
13. "Lights Out/Where Is She"
14. "Passing the Bottle"
15. "The Census Taker Returns"